# 赤松政元
赤松 政元（あかまつ まさもと）は、戦国時代の武将。赤松氏の御一家衆七条殿の当主。播磨国上月城主。

## 略歴
赤松義村の子という。『播州佐用軍記』は「赤松左京大夫政則孫右京大夫政元」と記されている。佐用則答の養子となって、佐用姓を名乗ったとも、赤松姓をそのまま名乗ったともされている。政之と誤って書かれることも少なくない。また、赤松晴政の弟という説もあるが、孫・正澄が上月城の戦いに参加したという記述も見られており、晴政より年齢が10歳以上年長ではないかと思われる。
弘治3年（1557年）、武勇に優れていたと伝えられ、上月城に入城し「西播磨殿」と呼ばれていた。『播州佐用軍記』の記述では大内義隆・陶晴賢・毛利元就ら、毛利方の度重なる侵攻を撃退し、八年間にわたって上月城を死守したが、その後浦上宗景を追放した宇喜多直家の攻撃に遭い、ついに宇喜多勢に上月城を攻め落とされ、政元は山林に身を隠した。直家は三度にわたって政元を招致したが応じず、ついに政元は直家自らが単身説得に出向き、政元は折れて毛利・宇喜多方への従属を決したという。
しかし、この記述に従えば、子・政範自刃の年と同じになってしまう為におかしくなる。その上に、齢が70以上になっており、そのまま信用することは出来ない。
政範に家督を譲った時期は不明である。

## 系譜
- 父：赤松義村（?-1521）
- 母：不詳
- 室：不詳
  - 長男：赤松正満
  - 次男：赤松政範（?-1578）
  - 三男：赤松政直（?-1578）
  - 四男：赤松政茂（?-1578）
  - 五男?：赤松政之
  - 五男：横山義祐（?-1578?）
  - 女子：福原則尚室